# Fenômeno Michelangelo

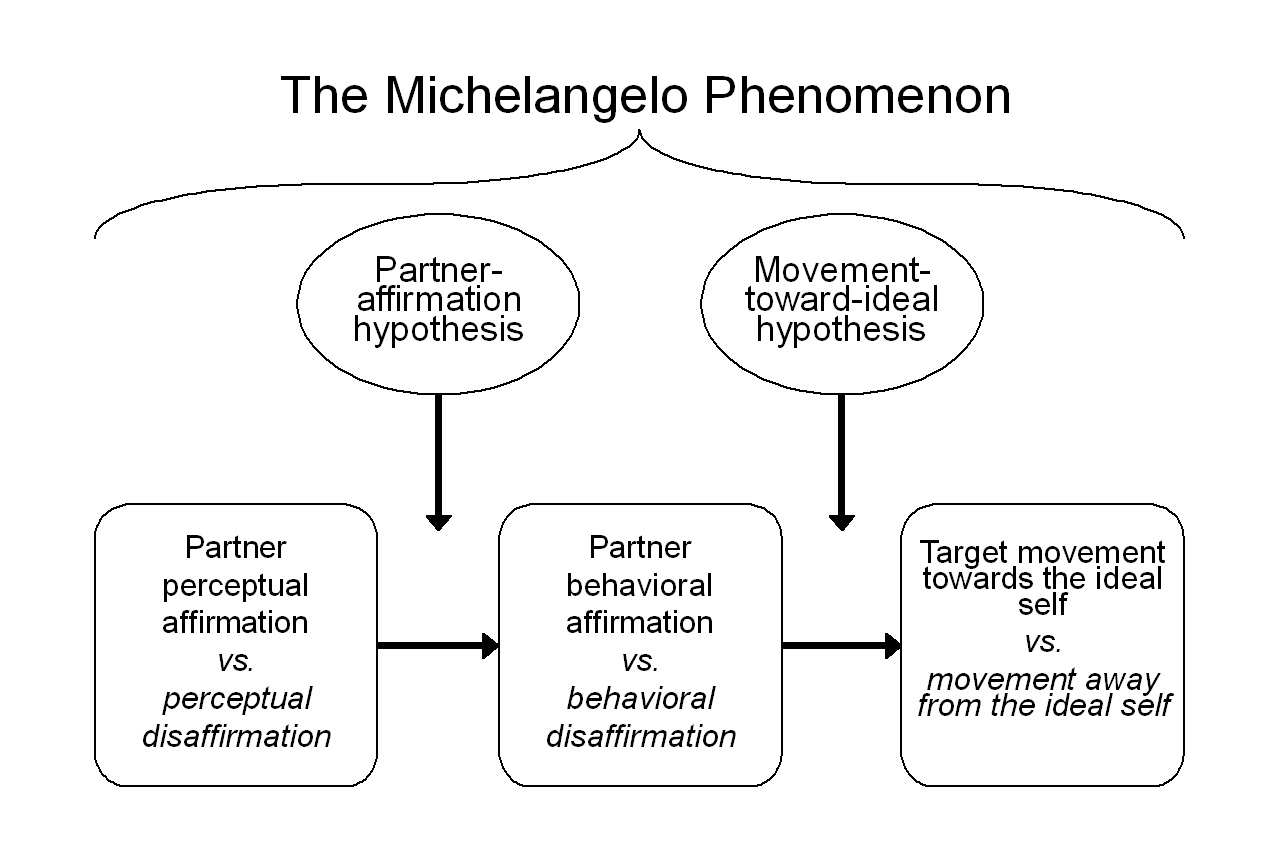
O fenômeno Michelangelo

O fenômeno Michelangelo ou efeito Michelangelo é um processo interpessoal observado por psicólogos no qual parceiros próximos e românticos influenciam ou 'esculpem' um ao outro. Com o tempo, o efeito Michelangelo faz com que os indivíduos se desenvolvam em direção ao que eles consideram seus "eus ideais". Isso acontece porque o parceiro os vê e age perto deles de maneiras que promovem esse ideal.
O fenômeno é mencionado na terapia conjugal contemporânea. Trabalhos populares recentes em terapia de casais e resolução de conflitos apontam para a importância do fenômeno Michelangelo. Diana Kirschner relatou que o fenômeno era comum entre casais que relatavam altos níveis de satisfação conjugal.
É o oposto do fenômeno Blueberry "no qual indivíduos interdependentes trazem à tona o pior uns dos outros". O fenômeno Michelangelo está relacionado ao conceito de looking-glass self introduzido por Charles Horton Cooley em sua obra de 1902, Human Nature and the Social Order.
Esse fenômeno tem vários efeitos positivos tanto para o indivíduo quanto para o casal. Vários fatores impactam os componentes e processos envolvidos no fenômeno.

## Descrição do modelo

### Visão geral
O fenômeno de Michelangelo descreve um processo de três etapas em que parceiros próximos se moldam mutuamente para gerar o eu ideal um do outro. Este eu ideal é conceptualizado como uma coleção de “sonhos e aspirações” de um indivíduo ou “a constelação de competências, características e recursos que um indivíduo idealmente deseja adquirir”. Estes abrangem diferentes domínios, como a profissão, o relacionamento, a saúde e a personalidade. Um exemplo de um eu ideal é aquele que inclui "concluir a faculdade de medicina, tornar-se mais sociável ou aprender a falar holandês fluentemente". Isso é diferente do eu real, que consiste em atributos que o eu possui atualmente, e do eu de dever, que consiste em atributos que o eu se sente obrigado a possuir.
Este fenômeno é significativo, dado que o eu não experimenta crescimento em completo isolamento da influência dos outros. No entanto, antes de 1999, muitas pesquisas sobre o autocrescimento consistiam no exame de processos individuais. A investigação sobre a influência dos outros foi negligenciada, embora aqueles com quem o eu interage mais regularmente possam levar a mudanças mais constantes e estáveis na disposição e no comportamento. O tema geral do crescimento vale a pena ser estudado, uma vez que as pessoas estão motivadas a trabalhar para alcançá-lo.
As três partes principais do fenômeno são as seguintes: afirmação perceptiva do parceiro, afirmação comportamental do parceiro e automovimento em direção ao eu ideal.

### Componentes do modelo
A afirmação do parceiro aparece no modelo como duas partes diferentes. A afirmação do parceiro nomeia como os parceiros trazem à tona aspectos do eu ideal a partir do eu. A afirmação perceptiva do parceiro descreve como as visões do parceiro sobre o outro se alinham com a visão do outro sobre seu eu ideal. Um parceiro mostrará maior afirmação perceptiva de parceiro se acreditar que o eu é, ou é capaz de ser, o eu ideal. Em outras palavras, Fulano mostrará mais afirmação perceptiva se vir sua parceira Sicrana, cujo eu ideal inclui ser competente no piano, como realmente competente no piano ou como capaz de ser competente no piano. A afirmação comportamental do parceiro descreve como um parceiro age de uma forma que se alinha com o eu ideal. Um parceiro, como Fulano, mostrará mais afirmação comportamental de parceiro se agir de uma forma que o eu ideal de Sicrana possa se manifestar, tal como se ele levar Sicrana para aulas de piano. O automovimento em direção ao eu ideal descreve como a distância entre o eu e o eu ideal diminui. Sicrana experimentará um movimento em direção ao seu eu ideal quando se tornar mais competente no piano.
Note-se que tanto os aspectos perceptivos como os comportamentais da afirmação do parceiro podem ocorrer consciente ou inconscientemente. Por exemplo, alguém que tem um parceiro que quer ser mais sociável pode conscientemente incentivá-lo a passar mais tempo com os amigos, em um esforço para ajudá-lo a atingir esse objetivo. Esta é uma afirmação comportamental consciente. Por outro lado, sabendo que a sociabilidade é um objetivo do parceiro, alguém pode se sentir menos apreensivo ao organizar uma reunião social em seu espaço. Isso inadvertidamente daria ao parceiro uma oportunidade de socializar e é um exemplo de afirmação comportamental inconsciente.
Esses três componentes se reúnem em duas hipóteses que fazem parte do fenômeno Michelangelo. A hipótese de afirmação do parceiro diz que quanto mais a visão que um parceiro tem do eu do outro se alinha com o eu ideal do outro, mais esse parceiro agirá de forma a trazer à tona esse eu ideal. Por exemplo, quanto mais Fulano vê Sicrana como sendo competente no piano, mais ele fará coisas para despertar essa visão, reforçando positivamente suas conquistas no piano ou apoiando suas aulas de piano. A hipótese do movimento em direção ao ideal diz que quanto mais o parceiro se comporta de uma forma alinhada com o eu ideal do outro, mais o eu do outro se tornará mais parecido com o seu eu ideal. Quanto mais Fulano agir de uma forma que se alinhe ao ideal de Sicrana de ser competente no piano, mais Sicrana se tornará cada vez mais competente no piano.

### Variações na escultura e fenômenos relacionados
Um parceiro afirmativo pode moldar alguém por meio de uma série de mecanismos de seleção:
- Seleção retroativa na qual um indivíduo reforça comportamentos de seu parceiro punindo-o ou recompensando-o
- Seleção preventiva em que um indivíduo inicia uma interação que promove certos comportamentos em seu parceiro
- Seleção de situação em que um indivíduo cria uma situação na qual a obtenção de comportamentos desejados do parceiro é provável

Para adicionar a esses três tipos, outros exemplos mais específicos de comportamentos afirmativos de eu ideal que um parceiro pode adotar incluem expressar aprovação dos esforços do eu em direção a objetivos e oferecer suporte, como dicas de melhoria de estratégia.

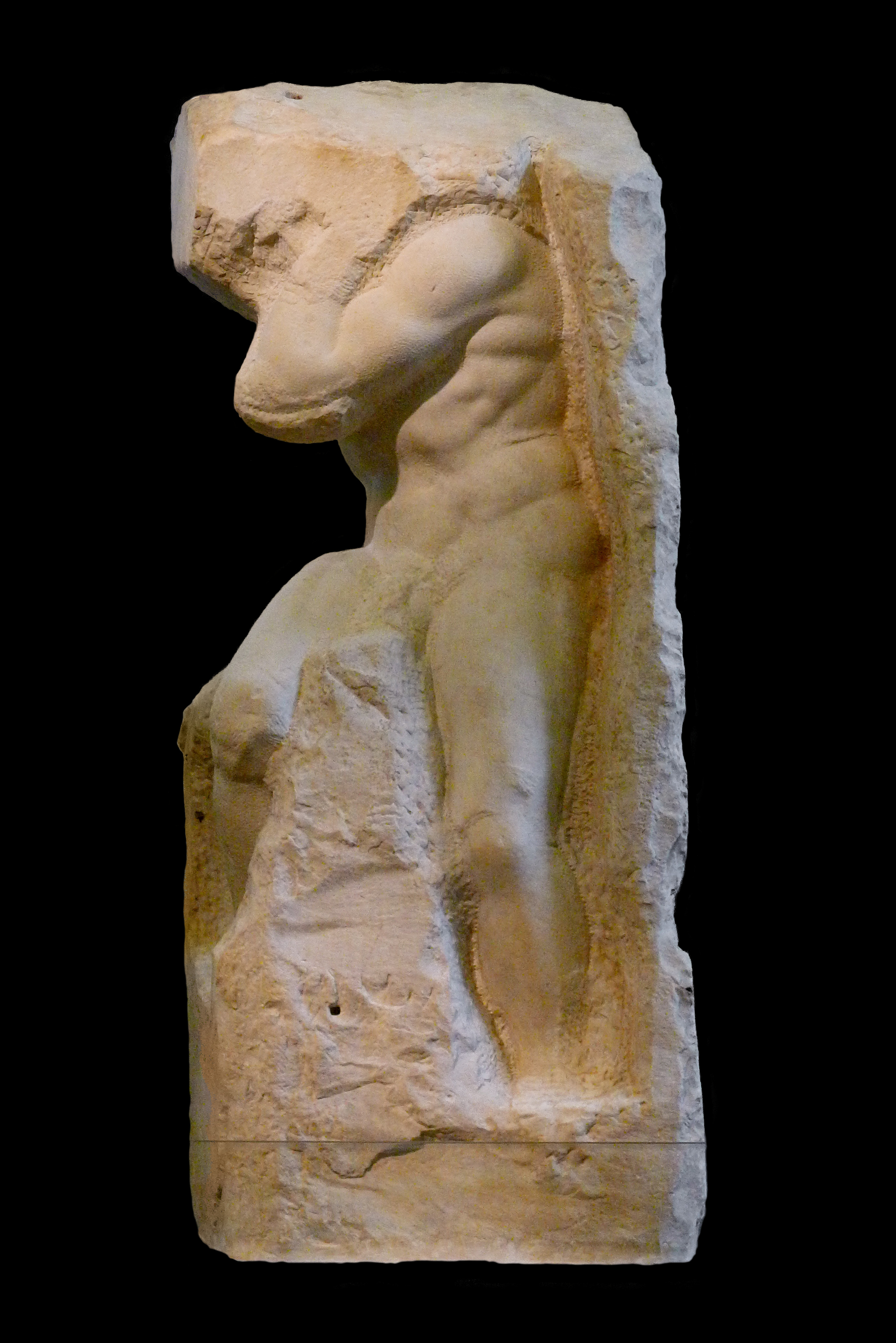
Atlas, uma escultura de Michelangelo

Note-se que nem todos os atos de um parceiro para reforçar certas qualidades contam como afirmação ou, para ser mais específico, afirmação de eu ideal. Explorar fenômenos relacionados pode esclarecer ainda mais o que a afirmação do parceiro não é. O fortalecimento do parceiro ocorre quando um parceiro age de uma forma mais positiva do que reflexiva da realidade objetiva. Por exemplo, Fulano age com Sicrana como se ela fosse a melhor pianista, mesmo que um instrutor de piano comum a classificasse como simplesmente razoável no piano. Há a verificação do parceiro, que envolve o reforço do parceiro de qualidades que o alvo, ou o eu, acredita serem verdadeiras. Um exemplo seria se Fulano risse das piadas de Sicrana e, sutilmente, reforçasse a concepção que ela tem de si mesma como uma pessoa engraçada.
Note-se que noutra parte deste espectro, um parceiro pode não afirmar o ideal do eu e pode, em vez disso, reforçar um ideal que não pertence ao eu ou que é o oposto do ideal do eu.
Existe, por exemplo, o fenômeno Pigmalião, em que o parceiro tenta esculpir o alvo para alinhá-lo com seus ideais em vez dos ideais do alvo. Por exemplo, isso ocorreria se Fulano, que diferentemente de Sicrana busca ser um eleitor regular, se comportasse de uma maneira que extraísse essa qualidade de comportamento de votação consistente em Sicrana.
Sicrana pode se afastar do seu eu ideal se Fulano apoiar, por exemplo, os raros esforços de Sicrana em bebedeiras, um comportamento de alto risco antitético ao seu eu ideal como uma pessoa saudável. Outras maneiras pelas quais um indivíduo pode desafirmar seu parceiro são "comunicando indiferença, pessimismo ou desaprovação, minando [suas] buscas ideais ou afirmando qualidades que são antitéticas ao [seu] eu ideal". Essa desafirmação pode ocorrer passivamente, na falha em afirmar, ou ativamente, na desafirmação.

### A metáfora
O fenômeno recebeu esse nome em homenagem ao pintor, escultor, arquiteto, poeta e engenheiro renascentista italiano Michelangelo (1475-1564). Michelangelo "descreveu a escultura como um processo pelo qual o artista libertava uma figura oculta do bloco de pedra em que dormia". A metáfora de lascar um bloco de pedra para revelar a "forma ideal" é estendida, neste contexto, a relacionamentos próximos. De acordo com o fenômeno Michelangelo, uma pessoa será "esculpida" em sua forma ideal autoconcebida por seu parceiro. A metáfora e o termo foram introduzidos pela primeira vez pelo psicólogo americano Stephen Michael Drigotas e coautores em 1999.

## Efeitos do fenômeno Michelangelo

### Bem estar do casal
Drigotas et al. (1999) encontraram suporte para sua hipótese de bem-estar do casal, que afirma que um maior movimento do eu em direção ao eu ideal está ligado a um maior funcionamento e saúde dentro do casal. A afirmação do parceiro é geralmente benéfica para os relacionamentos, pois aumenta a capacidade de resposta percebida, o que aumenta a confiança do eu no parceiro e o comprometimento do eu.
Há também um benefício encontrado por Drigotas et al. (1999), onde, em quatro estudos, indivíduos que ajudaram a esculpir seus parceiros para que se assemelhassem aos seus eus ideais também experimentaram um movimento em direção ao seu próprio eu ideal. Com Fulano e Sicrana, pode parecer que Fulano está se tornando mais próximo de seu ideal de ser um companheiro de equipe solidário à medida que ele ajuda Sicrana a atingir seu eu ideal.

### Bem-estar individual
Drigotas encontrou apoio de que o fenômeno Michelangelo está fortemente ligado ao bem-estar pessoal em diversas dimensões, como satisfação com a vida, autoestima e solidão. A distância entre o nosso eu real, ou atributos atuais, e o eu ideal impacta as emoções de tal forma que uma distância menor gera alegria e uma distância maior gera emoções como tristeza. Além disso, é o aspecto específico da afirmação comportamental do parceiro que prevê o bem-estar pessoal, e não a satisfação geral do relacionamento que surge como efeito dos processos no fenômeno Michelangelo.

## Fatores que impactam o fenômeno Michelangelo
Vários fatores diferentes relacionados aos atributos do indivíduo (o eu) e do parceiro do indivíduo (o parceiro) contribuem com efeitos variados em vários componentes do fenômeno.

### Semelhança ideal
A similaridade ideal pode ser definida como o alinhamento de um parceiro ao seu eu ideal. Maior similaridade ideal significa que há uma maior correspondência entre os atributos do parceiro e os atributos do eu ideal. Uma maior similaridade ideal está ligada a uma maior afirmação do parceiro, ao movimento próprio em direção ao eu ideal e ao bem-estar, vitalidade e ajustamento do casal.
Os efeitos da semelhança ideal vão além do domínio dos parceiros próximos. Quando os indivíduos, ou alvos, foram expostos a um parceiro experimental que foi manipulado para se assemelhar aos seus eus ideais, as suas percepções de si mesmos e dos seus parceiros aumentaram de tal forma que os alvos se consideraram mais capazes de se moverem em direção ao seu eu ideal e que os parceiros não eram apenas mais afirmativos nas mentes dos alvos, mas eram parceiros de interação mais atraentes e geralmente mais desejáveis.

### Orientações de locomoção versus avaliação
Essas duas características giram em torno de múltiplas partes da busca de objetivos, incluindo a seleção do objetivo, a avaliação do objetivo e a busca do objetivo. A orientação de locomoção descreve a inclinação de um indivíduo para agir para atingir seus objetivos. Aqueles mais inclinados à locomoção tendem a se concentrar em atingir rapidamente objetivos realistas e tendem a ter um efeito mais positivo. A orientação da avaliação descreve a inclinação de um indivíduo em se concentrar mais na avaliação na busca de seus objetivos, em vez da ação. Aqueles mais inclinados à avaliação tendem a concentrar-se na dissecação de objetivos, na análise de como alcançá-los e tendem a ter um efeito mais negativo, bem como a ser mais sensíveis ao quão longe têm de ir para atingir os seus objetivos.
A orientação de um indivíduo impacta os processos no fenômeno Michelangelo. A orientação não só impacta a seleção e a busca de objetivos pelo alvo, mas também como seu parceiro afirma o alvo em seus esforços e como o alvo afirma seu próprio parceiro em seus esforços. Especificamente, indivíduos com orientações de locomoção, em oposição às orientações de avaliação, parecem mais receptivos a serem esculpidos; aqueles com orientações de avaliação parecem menos receptivos a serem esculpidos. Como os parceiros que estão esculpindo, os parceiros com locomoção, em oposição às orientações de avaliação, relataram ser mais afirmativos em relação às metas de seus parceiros, de modo que os alvos foram percebidos como experimentando maior movimento em direção ao seu eu ideal.

### Outros atributos individuais
Rusbult et al. (2005) especulam que há três atributos individuais que levam a um maior movimento próprio em direção ao eu ideal. Isso inclui percepção ou uma construção sólida do eu ideal e real; habilidade que inclui habilidades e atributos como planejamento relevante para a meta que são relevantes para a busca da meta; e motivação para atingir a meta, que inclui comprometimento para conquistar o objetivo.

## Fenômenos relacionados

### Modelo de crescimento-como-inferno
Em contraste, Guggenbühl-Craig postulou que é precisamente por meio da desafirmação que crescemos e nos movemos em direção aos nossos eus ideais. Isto porque é através da desafirmação que tomamos consciência das nossas falhas e podemos superá-las. Assim como o fenômeno de Michelangelo, esse modelo de crescimento-como-inferno de autodesenvolvimento e movimento em direção ao eu ideal é compreendido como algo que ocorre mais intensamente em relacionamentos íntimos e românticos.